# Брюс Кессіді
Брюс Джеймс Кессіді (англ. Bruce James Cassidy, нар. 20 травня 1965) — колишній канадський хокеїст, що грав на позиції захисника та тренер. Нині головний тренер команди НХЛ «Вегас Голден Найтс». Раніше тренував «Вашингтон Кепіталз» та «Бостон Брюїнс». Як захисник захищав кольори «Чикаго Блекгокс» у НХЛ.

## Ігрова кар'єра
Кессіді грав на позиції захисника в хокейній лізі Онтаріо (OHL) у складі клубу Ottawa 67's з 1982 по 1985 роки. Був обраний «Чикаго Блекгокс» з Національної хокейної ліги (NHL) у драфті НХЛ 1983 року в першому раунді під номером 18. Найкращим сезоном Кессіді в ОХЛ став сезон 1982–83, коли він забив 25 голів і зробив 86 результативних передач, набравши 111 очок. Виграв Меморіальний кубок під керівництвом тренера Браяна Кілрі в 1984 році, набравши 12 очок. У віці 19 років дебютував у НХЛ у складі «Блекгокс» у березні 1984 року. З 1984 по 1988 рік він переніс три операції на коліні, включно з серйозною реконструкцією ACL.

## Тренерська кар'єра

### «Бостон Брюїнс» (2016–2022)
24 травня 2016 року Кессіді приєднався до «Бостон Брюїнс» як помічник тренера в сезоні 2016–17. 7 лютого 2017 року призначений тимчасовим головним тренером після звільнення головного тренера Клода Жульєна, а 26 квітня «Брюїнс» став новим головним тренером. У свій перший повний рік на посаді головного тренера «Брюїнс» він привів команду до рекорду регулярного сезону 50–20–12, набравши 112 очок і забезпечивши друге місце посіву в Атлантичному дивізіоні. У плей-оф його команда перемогла своїх суперників, «Торонто Мейпл Ліфс», 4–3 і вийшла до другого раунду проти «Тампа Бей Лайтнінг», програвши в п’яти іграх.
У сезоні 2018–19 Кессіді привів «Брюїнс» до участі у фіналі Кубка Стенлі 2019, де команда програла «Сент-Луїс Блюз» у семи іграх. 11 вересня 2019 року підписав багаторічний контракт.
У скороченому сезоні 2019–20 Кессіді тренував «Брюїнс» до наступних результатів 44–14–12 та 100 очок в активі, завоювавши Trophy Presidents’ Trophy втретє в історії франшизи. «Брюїнс» програли «Тампа-Бей Лайтнінг» у другому раунді вдруге за три сезони. У міжсезоння Кессіді був названий лауреатом нагороди Джека Адамса 2019–20, яку щорічно вручають найкращому тренеру НХЛ.
6 червня 2022 року «Брюїнс» звільнили Кессіді від обов'язків головного тренера.

### «Вегас Голден Найтс» (2022–дотепер)
14 червня 2022 року, через вісім днів після звільнення з «Брюінз», Кессіді був найнятий «Вегас Голден Найтс» як третій головний тренер в історії франшизи. Він замінив Пітера Дебура.

## Нагороди
- Приз Джека Адамса у сезоні 2019/20